# Az 1956-os forradalom vitatott hírei, eseményei
Az 1956-os forradalom idején, illetve a forradalmat követően számos olyan hír, esemény terjedt el a köztudatban, amelyek valószínűleg nem igazak, vagy ma is vitatottak.

## Az okok
Ennek okai négy fő rétegbe rendezhetők:
- 1. Az egyik fő ok a forradalmat megelőző és kiváltó kommunista rezsim átláthatatlan és ellenőrizhetetlen erőszakrendje. Nagyon sokan minden nyom nélkül tűntek el, másokat arra kényszerítettek, hogy ne beszéljenek az őket ért sérelmekről, a tömegmédia pedig elhallgatta, illetve a hatalom érdekeinek megfelelően eltorzítva közölte a tényeket.
- 2. A dokumentált tényeket szintén eltorzította és elferdítette, hogy a levert forradalmat megtorlás követte koncepciós perekkel, erőszakkal és fenyegetéssel kicsikart tanúvallomásokkal, szándékosan meghamisított tényközlésekkel, amelyet a társadalom és a szereplők tudatában tovább torzította a restaurált kommunista rendszernek a forradalmat és szereplőit politikai koncepciók alapján átfestő médiája és kutatógárdája. A börtönökben ugyanakkor csak akadályokkal és sokszoros áttételekkel terjedtek az információk.
- 3. Az eseményeket szabadon feltáró emlékezések egy része évtizedekkel később, a kommunista rezsim bukása után kerülhettek csak nyilvánosságra, miközben újra felszínre kerültek a forradalom résztvevőit megosztó ellentétek.
- 4. A forradalom eseményei és szereplői, mint az egész népet érintő jelentős események gyakran, azonnal „folklorizálódni” kezdett. A forradalmi események sodrában felfokozott érzelmek és vágyak elkerülhetetlenül legendákat szültek, amelyeknek titokzatossága, vonzereje csak erősödött a forradalom véres leverése és a kádári megtorlás[2] és restauráció után.

## A forradalom ellenőrizhetetlen hírei
A forradalom előtt és alatt rengeteg hír terjedt a rezsim erőszakszervezete, főleg az ÁVÓ rémtetteiről. A diktatúra átláthatatlansága miatt ezek ellenőrzésére nem volt mód, de a forradalom alatt (sőt évtizedekkel később is) történtek kísérletek egyik-másik ilyen hír ellenőrzésére.

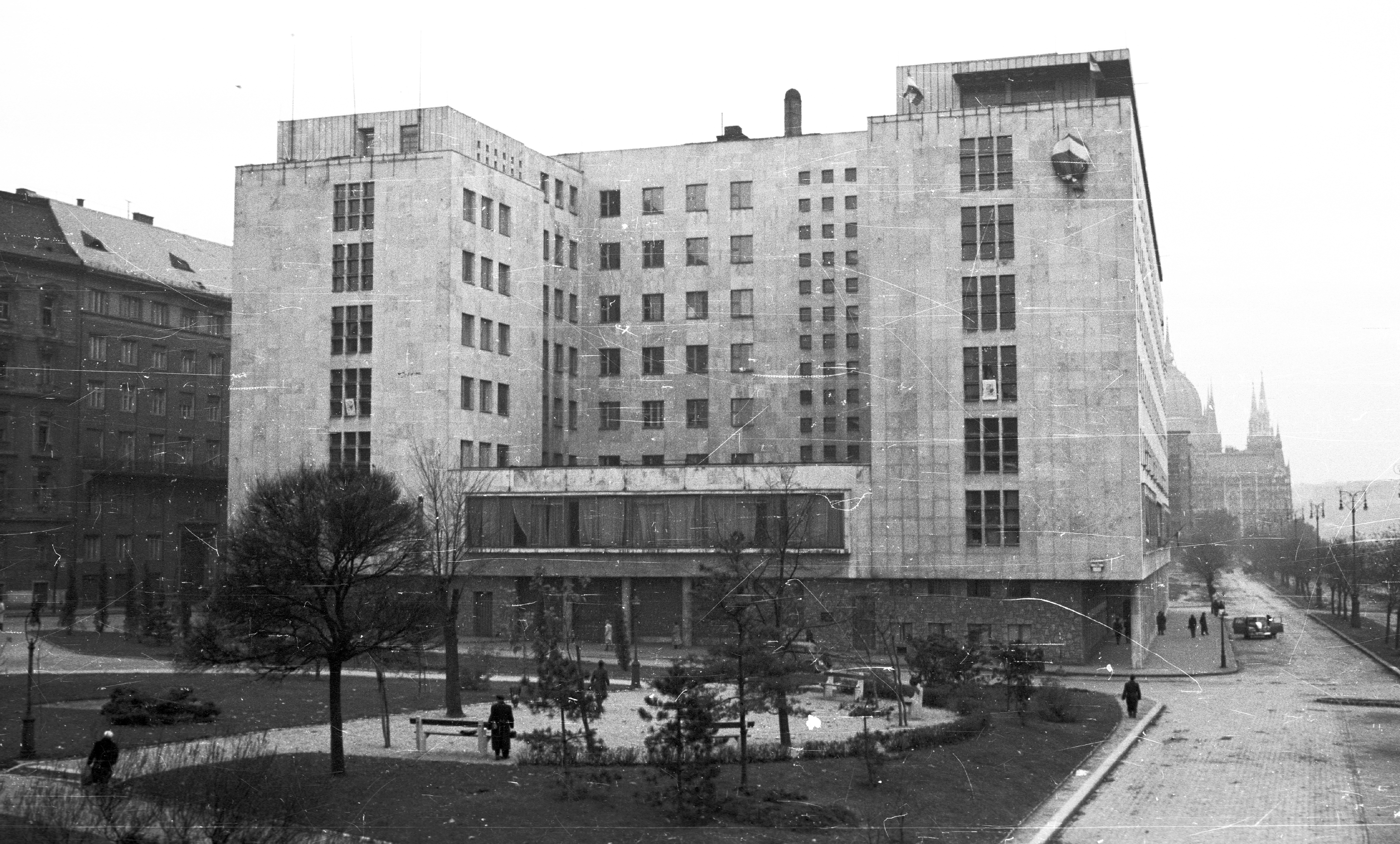
Jászai Mari tér, az ÁVH központ épülete, a pesti "Fehér Ház" 1956-ban, ahol a korabeli szóbeszéd alapján, a pincében egy működő emberhúsdarálót sejtettek a felkelők

- Elterjedt hír volt, hogy a Köztársaság téri pártház alatti kazamatákban embereket tartanak fogva és kínoznak, illetve hogy a pártház védőinek a zöme az október 30-ai ostrom során ezeken a „rókalyukakon” keresztül menekült el. Többek közt ezek a hírek is magyarázták a pártház ostromának hevességét és az itteni események brutalitását. A pártház bevétele után a felkelők keresni kezdték a titkos pincéket, de nem találták őket. A kutatáshoz mérnököket mozgósítottak, földmunkagépeket hoztak: volt olyan kiásott gödör a téren, amely a tíz méteres mélységet is elérte. Az egyik Corvin közi felkelő, Nagyidai József így írta le a lehetséges okot: „A tankok lövése után a felkelők mindkét irányból megrohamozták az épületet… A színpad mögül még néhány lövést adtak le ránk… A függöny mögött volt egy lejáró a pincébe. Megtaláltuk az ajtaját, egy vas csapóajtót, valószínűleg ott menekültek le néhányan… Lementünk utánuk, gránátot dobtunk be magunk előtt, és kiabáltunk, hogy gyertek elő, nincs esélyetek a megmenekülésre. Mivel csak egy jött elő, ebből származhatott az, hogy ott alagút és föld alatti börtön van.”[4][5]

- „Tudni vélték – főként a budapestiek – azt is, hogy a fővárosi ÁVH-székházban létezik egy húsdaráló, amelyikbe belegyömöszölik a holttestet, és a szerkezet egyenesen a Dunába ürít… A kérdés az, miért fogadta el a társadalom nagyobbik hányada tényként ezeket a híreket. A válaszban rejlik dolgozatom első gondolata, amely felöleli az 1956. október 23-a előtti évtized történetének egyik lényeges vonását, továbbá rávilágít október 23-a estéjének egy összefüggésére.” – írta M. Kiss Sándor.[6][7][8][9]

### Más legendák

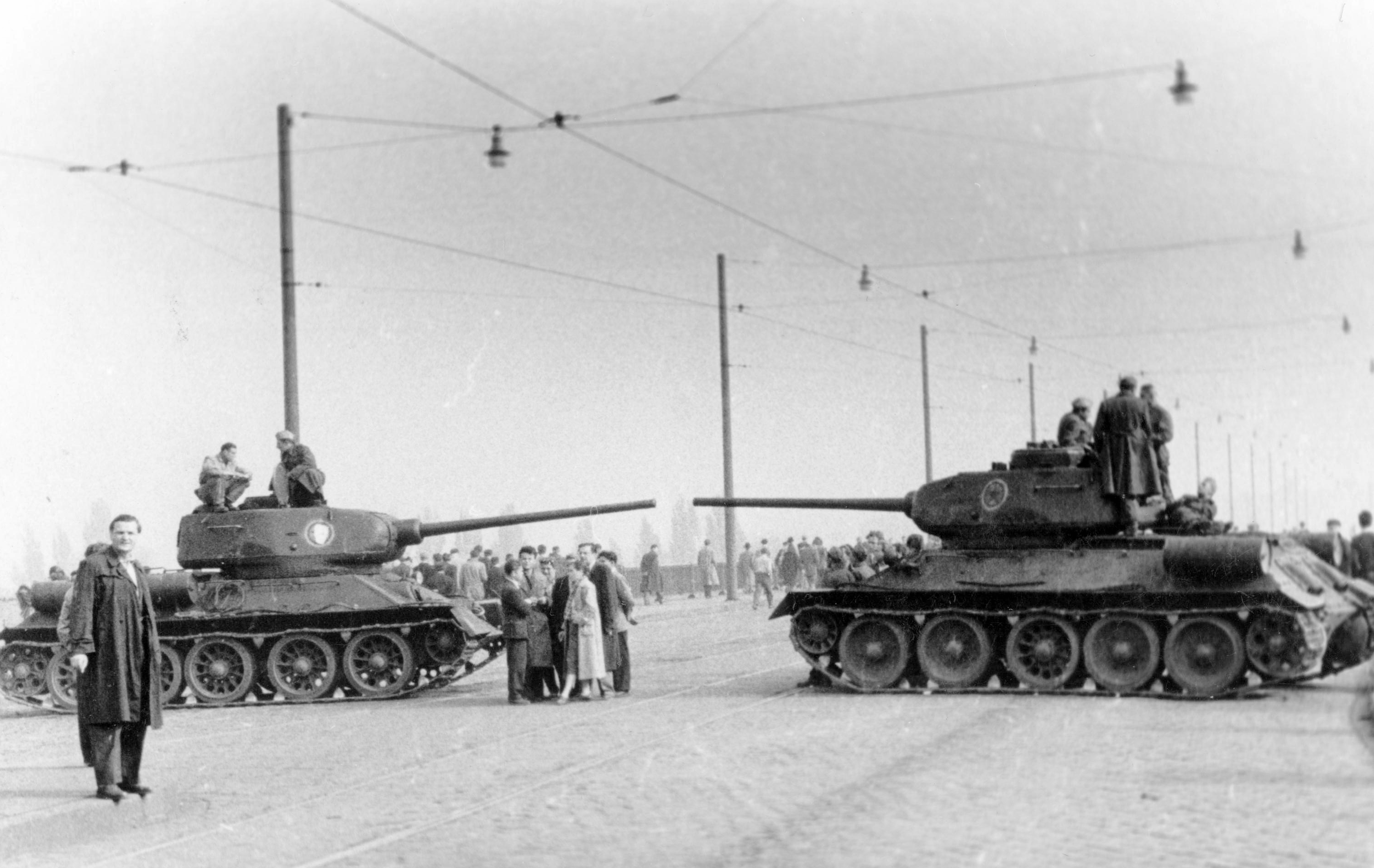
Szovjet tankok zárják el a Margit hidat. Egy visszaemlékező szerint: „A Margit-hídon is emlegették a vörös csillagos katonák, hogy Szuez, Szuez! Félrevezetett, ázsiai barbár horda. Nekik a Duna volt a Szuez.”

- A szuezi legenda: Az egyik legelterjedtebb, rengeteg változatban elterjedt legenda, hogy a november 4-én a forradalom leverésére érkező szovjet katonák nem tudták, hogy hol vannak, például a Dunáról azt gondolták, hogy a Szuezi-csatorna és hogy ők a szuezi válság megoldására érkeztek. A legendát az a tapasztalat – és az amiatti csalódás – szülhette, hogy a forradalom első két hetében a már korábban Magyarországon állomásozó szovjet katonákkal a tüntetők gyakran összebarátkoztak, a november 4-én érkező friss erők azonban már nem voltak barátkozók. De akad emlékező, aki határozottan állítja, hogy a „legenda” igaz. „A Margit-hídon is emlegették a vöröscsillagos katonák, hogy Szuez, Szuez! Félrevezetett, ázsiai barbár horda. Nekik a Duna volt a Szuez.”[10][11]
- A Maléter-legenda: Egy másik nagyon elterjedt legenda volt a forradalom leverése után, hogy Maléter Pál honvédelmi minisztert nem tudták elfogni az oroszok és a Bakonyban (vagy más változatban a Bükkben) gyűjti a sereget az ország felszabadításához. („A November elejei napokban rengetegen nyugatra vándoroltak…Az osztályból ketten mentek ki…A Szabad Európa Rádió ad üzeneteket…Hírt hallottam arról, hogy a Kilián Laktanya volt parancsnoka, Maléter 200,000 fegyveres felkelővel a Bükk hegységben van. Átállt hozzá 2 hadosztály szovjet katona is…” – írta 1956-os naplójában a 14 éves Kovács Jancsi.)

## Vitatott események

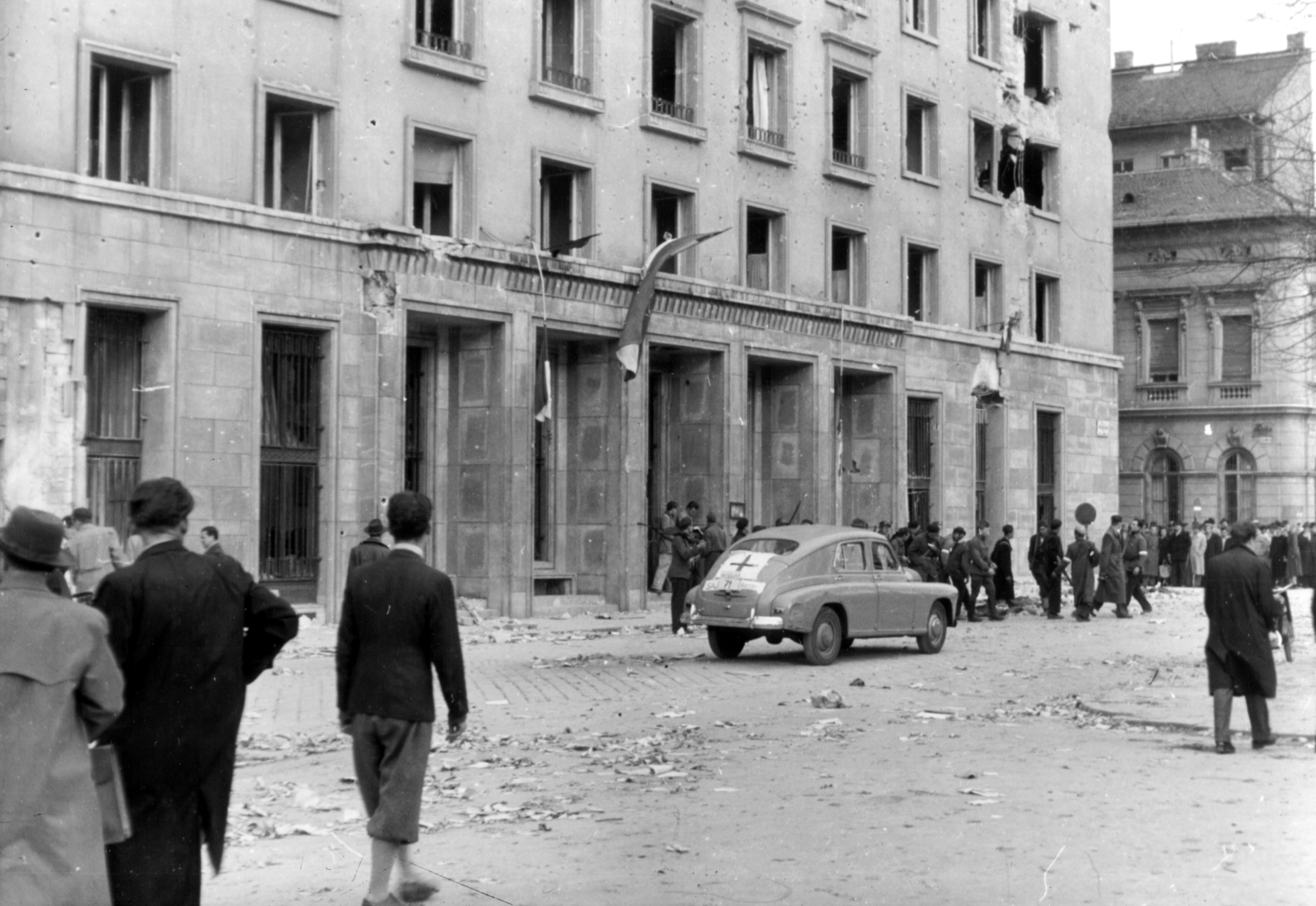
A kommunista pártház előtti tér 1956-ban. Itt halt meg vitatott körülmények között Mező Imre, a budapesti párttitkár, amikor fehér zászlóval elindult, hogy bejelentse az ostromló forradalmároknak, hogy a pártház védelmét feladják

- A pártház elesése előtt az épület előtt lelőtték a védőket vezető Mező Imrét és két tiszttársát, akik a megadásról akartak tárgyalni. Özv. Mező Imréné visszaemlékezése szerint szinte az egész hasfalát szétlőtték.[12] Van olyan vallomás, amely szerint a tiszteket a Corvin köz harcosai – illetve közülük Falábú Jancsi – lőtték le. A forradalmárok visszaemlékezéseiben azonban makacsul tartja magát az a változat, hogy Mező Imrééket hátulról, a saját társaik lőtték le. Eörsi László történész szerint ez a második változat utólag, a börtönökben terjedhetett el.
- Az egyik legismertebb vitatott pont Tóth Ilona orvostanhallgató – a Péterfy Sándor utcai kórház ideiglenes vezetője esete. Tóth Ilonát sokak 1956 hősének, mások egy ávósnak tartott ember brutális gyilkosának látják.